# Giuseppe Grillo (calciatore)
Giuseppe Grillo (Alessandria, 19 gennaio 1911 – ...) è stato un calciatore italiano, di ruolo centrocampista.

## Carriera
Mediano, giocò per alcune stagioni in Serie A con l'Alessandria; proseguì la carriera in Serie B con Cagliari, Pisa e Messina.

## Palmarès

### Club

#### Competizioni nazionali
- Prima Divisione: 1

Derthona: 1929-1930